# 디플레이션
디플레이션(영어: deflation)이란 한 국가의 경제에서 재화와 용역의 일반적이고 지속적인 물가의 하락을 의미한다. 디플레이션은 일반적이고 지속적인 인플레이션의 반대되는 개념으로 이해된다.
경제상 거래에서 사회적으로 통산 필요되는 양 이하로 통화가 수축하여, 그 까닭으로 화폐의 가치가 상승한다. 즉 물가가 하락하는 상태를 말한다. 이것은 인플레이션과는 정반대의 상태이다. 디플레이션은 인플레이션에의 통화적 대책으로서의 재정자금의 인상, 재할인율의 인하, 판매 오퍼레이션 등의 결과가 일어난다. 이와 같은 디플레이션은 의도적인 정책에 의한 것이므로 차츰 소멸되어 가는 것이다. 그리고 과잉생산으로 인한 불황도 디플레이션 현상이라 할 수 있다. 그러나 일반적으로 임금이나 물가는 내리는 방향으로는 변동이 어려운 경향이 있으므로 자연적으로 디플레이션의 상태가 나타나는 일은 드물다. 디플레이션 때에는 기업의 도산이 늘고, 전체적인 기업활동은 정체하고, 생산의 축소가 이루어진 결과 실업자가 증대한다. 또 임금이나 봉급의 지배(遲配, 지급을 늦춤)·결배(缺配, 지급을 하지 않음)나 절하(액수를 낮춤)의 사태도 야기될 수 있다. 한편에서는 중소기업의 경영 악화에 편승하여 대기업으로 흡수 합병이 이루어지고 독점적 지배가 강화되기 쉽다.

## 같이 보기
- 인플레이션
- 스태그플레이션
- 인구감소
- 경제적 불평등
- 콘드라티예프 파동
- 슈링크플레이션